# Cabana de Bergantiños
Cabana de Bergantiños è un comune spagnolo di 5 563 abitanti situato nella comunità autonoma della Galizia.